# Judy Tyler

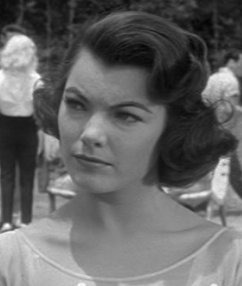
Judy Tyler in Jailhouse Rock

Judy Tyler (eigentlich Judith Mae Hess; * 9. Oktober 1932 in Milwaukee, Wisconsin, USA; † 4. Juli 1957 in der Nähe von Rock River, Wyoming) war eine US-amerikanische Schauspielerin.

## Leben

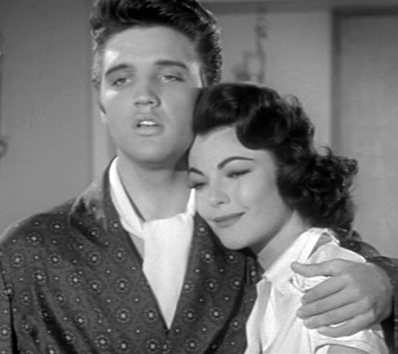
Judy Tyler mit Elvis Presley in Jailhouse Rock

Judy Tyler kam aus einer Show-Business-Familie und wurde dazu ermutigt, Tanz und Schauspiel zu studieren. Ihre schauspielerische Karriere begann als Teenager mit regelmäßigen Auftritten von 1950 bis 1953 in der Kindersendung Howdy Doody als Princess Summerfall Winterspring.
Wie ihre Mutter wurde sie Tänzerin, bekam dann aber eine größere Rolle in dem Rodgers-und-Hammerstein-Musical Pipe Dream. Das Magazin Life zeigte sie auf dem Cover mit einer Geschichte über aufsteigende Broadwaytalente und stellte sie als einen vielversprechenden Nachwuchsstar dar. In der Zeit von Howdy Doody und des Broadways lebte sie mit ihren Eltern in Teaneck, New Jersey. Von 1950 bis 1956 war sie mit Colin Romoff verheiratet.
Dann bot sich eine Chance in Hollywood: Tyler spielte in der 15. Folge von Perry Mason Der Fall mit dem blutigen Fächer die Chi-Chi, sie spielte in dem Film Bop Girl Goes Calypso und bekam 1957 die weibliche Hauptrolle in Jailhouse Rock – Rhythmus hinter Gittern an der Seite Elvis Presleys. Nach Abschluss der Dreharbeiten zu dem Presley-Film fuhren sie und ihr zweiter Mann, Greg Lafayette, in den Urlaub. Während der Fahrt durch Wyoming wurden sie nördlich von Rock River auf dem U.S. Highway 287 in einen Autounfall verwickelt, bei dem sie beide ums Leben kamen. Presley sagte, er konnte sich nie Jailhouse Rock ansehen, da er so traurig über ihren Tod war. Durch einen tragischen Zufall kam Tylers Pipe-Dream-Co-Star William Johnson im selben Jahr ebenfalls durch einen Autounfall ums Leben.
Judy Tyler wurde eingeäschert, die Asche kam in das Familiengrab ihres Mannes auf dem Ferncliff Cemetery in Hartsdale, New York.